# جون لويل
جون لويل (بالإنجليزية: John Lowell (judge،  1865–1884))‏ (و. 1824 – 1897 م) هو محام، وقاض من الولايات المتحدة الأمريكية.

## التعليم
تعلم في كلية هارفارد للحقوق، وجامعة هارفارد.